# Axima brevicornis
Axima brevicornis är en stekelart som beskrevs av William Harris Ashmead 1904. Axima brevicornis ingår i släktet Axima och familjen kragglanssteklar. Inga underarter finns listade.